# Солнечный (Ярославская область)
Со́лнечный — посёлок в Ростовском районе Ярославской области России. Входит в Петровское сельское поселение.

## География
Находится в 28 километрах от города Переславль-Залесский — ближайшего крупного населенного пункта.
Солнечный расположен вдоль трассы М8.
Так как посёлок расположен севернее Москвы, и преимущественно в низинах, то наблюдается резкий упадок температуры в 5-9 °C ниже регионального, из-за чего наблюдается сильный туман.

## Население
| 2007 | 2010 |
| ---- | ---- |
| 14   | ↘13  |